# Motkejsare
Romerska motkejsare var personer som med våld sökte ta makten i romerska riket.
Ett grundfel i Augustus monarki var bristen på ordnad tronföljd, beroende på en önskan att hålla uppe skenet av att kejsardömet var ett republikanskt ämbete som var beroende av val. Därav följde, att flera personer kunde anse sig som kejsare, när en här tagit sig för att ge dem den militära kejsartiteln (imperator), oavsett om senaten förlänat den civila värdigheten av princeps och den konsulariska makten med mera. Hade Germanicus inte själv hindrat det, skulle han av armén i Germanien blivit utropad till kejsare. Galba blev motkejsare till Nero, och under Galbas korta regering uppträdde efter varandra som segrande motkejsare Otho, Vitellius och Vespasianus. Under 200-talet från Maximinus Thrax till och med Aurelianus förekom motkejsare oupphörligt, i synnerhet under Gallienus. Även i östromerska riket var motkejsare tämligen vanliga.